# Milan-San Remo 1967
La 58e édition de la course cycliste, Milan-San Remo a eu lieu le 18 mars 1967 et a été remportée par le Belge Eddy Merckx pour la seconde fois consécutive,.

## Résumé de la course
L'attaque décisive est lancée à 50 km de l'arrivée par 20 coureurs, dont les Italiens Felice Gimondi, Dino Zandegù, Gianni Motta, Franco Bitossi et le vainqueur de l'année précédente, le Belge Eddy Merckx. Merckx lâche ses compagnons d'échappée et part en solitaire à 20 km de l'arrivée, avant d'être rejoint par Gianni Motta. Après la descente du Poggio, Gimondi et Bitossi rejoignent les deux leaders, conduisant à un sprint à quatre sur la Via Roma. Merckx remporte facilement le sprint, signe sa deuxième victoire sur la Primavera et établit une nouvelle vitesse moyenne record sur l'épreuve,.

## Classement final
|    | Cycliste               | Équipe                   | Temps           |
| -- | ---------------------- | ------------------------ | --------------- |
| 1  | Eddy Merckx            | Peugeot-Michelin-BP      | 6 h 40 min 40 s |
| 2  | Gianni Motta           | Molteni                  | + 0 s           |
| 3  | Franco Bitossi         | Filotex                  | + 0 s           |
| 4  | Felice Gimondi         | Salvarani                | + 0 s           |
| 5  | Georges Van Coningsloo | Pelforth-Sauvage-Lejeune | + 4 s           |
| 6  | Dino Zandegù           | Salvarani                | + 4 s           |
| 7  | Walter Godefroot       | Flandria-De Clerck       | + 4 s           |
| 8  | Willy Planckaert       | Romeo-Smiths             | + 4 s           |
| 9  | Gerben Karstens        | Televizier-Batavus       | + 4 s           |
| 10 | Noël Van Clooster      | Flandria-De Clerck       | + 4 s           |